# Paracladopelma aratra
Paracladopelma aratra är en tvåvingeart som beskrevs av Chaudhuri och Chattopadhyay 1990. Paracladopelma aratra ingår i släktet Paracladopelma och familjen fjädermyggor. Inga underarter finns listade i Catalogue of Life.